# Zygaenosia flavoplagiata
Zygaenosia flavoplagiata är en fjärilsart som beskrevs av Rothschild 1936. Zygaenosia flavoplagiata ingår i släktet Zygaenosia och familjen björnspinnare. Inga underarter finns listade i Catalogue of Life.